# Qualificazioni al campionato mondiale di calcio 2026 - AFC
La zona asiatica delle qualificazioni al Campionato Mondiale di Calcio 2026, organizzate dalla AFC, vede le squadre in competizione per i posti per la fase finale in Canada, Messico e Stati Uniti.

## Regolamento
Le qualificazioni della zona asiatica inizieranno il 12 ottobre 2023 e si concluderanno ad ottobre 2025. La procedura è la seguente:
- Prima fase: le 20 squadre con il peggior ranking del continente si sfidano in partite di andata e ritorno. I vincitori della prima fase avanzano alla seconda fase di qualificazione ai mondiali mentre le due migliori sconfitte avanzano alla terza fase delle qualificazioni alla Coppa d'Asia e le altre sconfitte accedono ai play-off di qualificazione alla Coppa d'Asia.
- Seconda fase: alle dieci squadre vincitrici della prima fase si aggiungono le altre 26 per un totale di 36 squadre che sono divise in 9 gruppi da 4 squadre con partite di andata e ritorno. Le prime e le seconde classificate si qualificano alla terza fase delle qualificazioni ai mondiali e alla Coppa d'Asia, mentre le terze e le quarte classificate accedono alla terza fase delle qualificazioni alla Coppa d'Asia.
- Terza fase: le 18 squadre vengono divise in tre gruppi da 6 squadre ciascuno con partite di andata e ritorno. Le prime due di ogni girone si qualificano alla fase finale del Mondiale 2026, le terze e le quarte vanno alla quarta fase delle qualificazioni ai mondiali.
- Quarta fase: le 6 squadre vengono divise in due gironi da 3 squadre ciascuno con partite in gara unica. Le prime classificate si qualificheranno direttamente alla fase finale del Mondiale 2026, le seconde classificate passano alla quinta fase di qualificazione ai mondiali.
- Quinta fase: si sfidano le due seconde classificate della quarta fase di qualificazione ai mondiali. La vincitrice accederà allo spareggio intercontinentale.

## Squadre partecipanti
Tutte le 46 squadre affiliate all'AFC (tranne le Isole Marianne Settentrionali) partecipano alle qualificazioni. Le qualificazioni valgono anche per la Coppa d'Asia 2027.

## Prima fase
Gli accoppiamenti della prima fase sono stati sorteggiati il 27 luglio 2023 a Kuala Lumpur. L'andata si è giocata il 12 ottobre, il ritorno il 17 ottobre 2023.
| Fascia 1 | Fascia 2 |
| --- | --- |
| - Hong Kong (149) - Indonesia (150) - Taipei cinese (153) - Maldive (155) - Yemen (156) - Afghanistan (157) - Singapore (158) - Birmania (160) - Nepal (175) - Cambogia (176) | - Macao (182) - Mongolia (183) - Bhutan (185) - Laos (187) - Bangladesh (189) - Brunei (190) - Timor Est (192) - Pakistan (201) - Guam (203) - Sri Lanka (204) |

| Squadra 1     | Totale | Squadra 2  | Andata | Ritorno |
| ------------- | ------ | ---------- | ------ | ------- |
| Afghanistan   | 2 - 0  | Mongolia   | 1 - 0  | 1 - 0   |
| Maldive       | 2 - 3  | Bangladesh | 1 - 1  | 1 - 2   |
| Singapore     | 3 - 1  | Guam       | 2 - 1  | 1 - 0   |
| Yemen         | 4 - 1  | Sri Lanka  | 3 - 0  | 1 - 1   |
| Birmania      | 5 - 1  | Macao      | 5 - 1  | 0 - 0   |
| Cambogia      | 0 - 1  | Pakistan   | 0 - 0  | 0 - 1   |
| Taipei cinese | 7 - 0  | Timor Est  | 4 - 0  | 3 - 0   |
| Indonesia     | 12 - 0 | Brunei     | 6 - 0  | 6 - 0   |
| Hong Kong     | 4 - 2  | Bhutan     | 4 - 0  | 0 - 2   |
| Nepal         | 2 - 1  | Laos       | 1 - 1  | 1 - 0   |

## Seconda fase
Il sorteggio della seconda fase si è svolto il 27 luglio 2023 a Kuala Lumpur. Le prime due classificate passano alla terza fase.
| Fascia 1 | Fascia 2 | Fascia 3 | Fascia 4 |
| --- | --- | --- | --- |
| - Giappone (20) - Iran (22) - Australia (27) - Corea del Sud (28) - Arabia Saudita (54) - Qatar (59) - Iraq (70) - Emirati Arabi Uniti (72) - Oman (73) | - Uzbekistan (74) - Cina (80) - Giordania (82) - Bahrein (86) - Siria (94) - Vietnam (95) - Palestina (96) - Kirghizistan (97) - India (99) | - Libano (100) - Tagikistan (110) - Thailandia (113) - Corea del Nord (115) - Filippine (135) - Malaysia (136) - Kuwait (137) - Turkmenistan (138) | - Hong Kong (149) - Indonesia (150) - Taipei cinese (153) - Yemen (156) - Afghanistan (157) - Singapore (158) - Birmania (160) - Nepal (175) - Bangladesh (189) - Pakistan (201) |

### Girone A
| Squadra     | P.ti | G | V | P | S | RF | RS | DR  |
| ----------- | ---- | - | - | - | - | -- | -- | --- |
| Qatar       | 16   | 6 | 5 | 1 | 0 | 18 | 3  | +15 |
| Kuwait      | 7    | 6 | 2 | 1 | 3 | 6  | 6  | 0   |
| India       | 5    | 6 | 1 | 2 | 3 | 3  | 7  | -4  |
| Afghanistan | 5    | 6 | 1 | 2 | 3 | 3  | 14 | -11 |

| Squadra     | Qatar (bandiera) | India (bandiera) | Kuwait (bandiera) | Afghanistan (bandiera) |
| ----------- | ---------------- | ---------------- | ----------------- | ---------------------- |
| Qatar       |                  | 2 - 1            | 3 - 0             | 8 - 1                  |
| India       | 0 - 3            |                  | 0 - 0             | 1 - 2                  |
| Kuwait      | 1 - 2            | 0 - 1            |                   | 1 - 0                  |
| Afghanistan | 0 - 0            | 0 - 0            | 0 - 4             |                        |

### Girone B
| Squadra        | P.ti | G | V | P | S | RF | RS | DR  |
| -------------- | ---- | - | - | - | - | -- | -- | --- |
| Giappone       | 18   | 6 | 6 | 0 | 0 | 24 | 0  | +24 |
| Corea del Nord | 9    | 6 | 3 | 0 | 3 | 11 | 7  | +4  |
| Siria          | 7    | 6 | 2 | 1 | 3 | 9  | 12 | -3  |
| Birmania       | 1    | 6 | 0 | 1 | 5 | 3  | 28 | -25 |

| Squadra        | Giappone (bandiera) | Siria (bandiera) | Corea del Nord (bandiera) | Birmania (bandiera) |
| -------------- | ------------------- | ---------------- | ------------------------- | ------------------- |
| Giappone       |                     | 5 - 0            | 1 - 0                     | 5 - 0               |
| Siria          | 0 - 5               |                  | 1 - 0                     | 7 - 0               |
| Corea del Nord | 0 - 3               | 1 - 0            |                           | 4 - 1               |
| Birmania       | 0 - 5               | 1 - 1            | 1 - 6                     |                     |

### Girone C
| Squadra       | P.ti | G | V | P | S | RF | RS | DR  |
| ------------- | ---- | - | - | - | - | -- | -- | --- |
| Corea del Sud | 16   | 6 | 5 | 1 | 0 | 20 | 1  | +19 |
| Cina          | 8    | 6 | 2 | 2 | 2 | 9  | 9  | 0   |
| Thailandia    | 8    | 6 | 2 | 2 | 2 | 9  | 9  | 0   |
| Singapore     | 1    | 6 | 0 | 1 | 5 | 5  | 24 | -19 |

| Squadra       | Corea del Sud (bandiera) | Cina (bandiera) | Thailandia (bandiera) | Singapore (bandiera) |
| ------------- | ------------------------ | --------------- | --------------------- | -------------------- |
| Corea del Sud |                          | 1 - 0           | 1 - 1                 | 5 - 0                |
| Cina          | 0 - 3                    |                 | 1 - 1                 | 4 - 1                |
| Thailandia    | 0 - 3                    | 1 - 2           |                       | 3 - 1                |
| Singapore     | 0 - 7                    | 2 - 2           | 1 - 3                 |                      |

### Girone D
| Squadra       | P.ti | G | V | P | S | RF | RS | DR  |
| ------------- | ---- | - | - | - | - | -- | -- | --- |
| Oman          | 13   | 6 | 4 | 1 | 1 | 11 | 2  | +9  |
| Kirghizistan  | 11   | 6 | 3 | 2 | 1 | 13 | 7  | +6  |
| Malaysia      | 10   | 6 | 3 | 1 | 2 | 9  | 9  | 0   |
| Taipei cinese | 0    | 6 | 0 | 0 | 6 | 2  | 17 | -15 |

| Squadra       | Oman (bandiera) | Kirghizistan (bandiera) | Malaysia (bandiera) | Taipei cinese (bandiera) |
| ------------- | --------------- | ----------------------- | ------------------- | ------------------------ |
| Oman          |                 | 1 - 1                   | 2 - 0               | 3 - 0                    |
| Kirghizistan  | 1 - 0           |                         | 1 - 1               | 5 - 1                    |
| Malaysia      | 0 - 2           | 4 - 3                   |                     | 3 - 1                    |
| Taipei cinese | 0 - 3           | 0 - 2                   | 0 - 1               |                          |

### Girone E
| Squadra      | P.ti | G | V | P | S | RF | RS | DR  |
| ------------ | ---- | - | - | - | - | -- | -- | --- |
| Iran         | 14   | 6 | 4 | 2 | 0 | 16 | 4  | +12 |
| Uzbekistan   | 14   | 6 | 4 | 2 | 0 | 13 | 4  | +9  |
| Turkmenistan | 2    | 6 | 0 | 2 | 4 | 4  | 14 | -10 |
| Hong Kong    | 2    | 6 | 0 | 2 | 4 | 4  | 15 | -11 |

| Squadra      | Iran (bandiera) | Uzbekistan (bandiera) | Turkmenistan (bandiera) | Hong Kong (bandiera) |
| ------------ | --------------- | --------------------- | ----------------------- | -------------------- |
| Iran         |                 | 0 - 0                 | 5 - 0                   | 4 - 0                |
| Uzbekistan   | 2 - 2           |                       | 3 - 1                   | 3 - 0                |
| Turkmenistan | 0 - 1           | 1 - 3                 |                         | 0 - 0                |
| Hong Kong    | 2 - 4           | 0 - 2                 | 2 - 2                   |                      |

### Girone F
| Squadra   | P.ti | G | V | P | S | RF | RS | DR  |
| --------- | ---- | - | - | - | - | -- | -- | --- |
| Iraq      | 18   | 6 | 6 | 0 | 0 | 17 | 2  | +15 |
| Indonesia | 10   | 6 | 3 | 1 | 2 | 8  | 8  | 0   |
| Vietnam   | 6    | 6 | 2 | 0 | 4 | 6  | 10 | -4  |
| Filippine | 1    | 6 | 0 | 1 | 5 | 3  | 14 | -11 |

| Squadra   | Iraq (bandiera) | Vietnam (bandiera) | Filippine (bandiera) | Indonesia (bandiera) |
| --------- | --------------- | ------------------ | -------------------- | -------------------- |
| Iraq      |                 | 3 - 1              | 1 - 0                | 5 - 1                |
| Vietnam   | 0 - 1           |                    | 3 - 2                | 0 - 3                |
| Filippine | 0 - 5           | 0 - 2              |                      | 1 - 1                |
| Indonesia | 0 - 2           | 1 - 0              | 2 - 0                |                      |

### Girone G
| Squadra        | P.ti | G | V | P | S | RF | RS | DR  |
| -------------- | ---- | - | - | - | - | -- | -- | --- |
| Giordania      | 13   | 6 | 4 | 1 | 1 | 16 | 4  | +12 |
| Arabia Saudita | 13   | 6 | 4 | 1 | 1 | 12 | 3  | +9  |
| Tagikistan     | 8    | 6 | 2 | 2 | 2 | 11 | 7  | +4  |
| Pakistan       | 0    | 6 | 0 | 0 | 6 | 1  | 26 | -25 |

| Squadra        | Arabia Saudita (bandiera) | Giordania (bandiera) | Tagikistan (bandiera) | Pakistan (bandiera) |
| -------------- | ------------------------- | -------------------- | --------------------- | ------------------- |
| Arabia Saudita |                           | 1 - 2                | 1 - 0                 | 4 - 0               |
| Giordania      | 0 - 2                     |                      | 3 - 0                 | 7 - 0               |
| Tagikistan     | 1 - 1                     | 1 - 1                |                       | 3 - 0               |
| Pakistan       | 0 - 3                     | 0 - 3                | 1 - 6                 |                     |

### Girone H
| Squadra             | P.ti | G | V | P | S | RF | RS | DR  |
| ------------------- | ---- | - | - | - | - | -- | -- | --- |
| Emirati Arabi Uniti | 16   | 6 | 5 | 1 | 0 | 16 | 2  | +14 |
| Bahrein             | 11   | 6 | 3 | 2 | 1 | 11 | 3  | +8  |
| Yemen               | 5    | 6 | 1 | 2 | 3 | 5  | 9  | -4  |
| Nepal               | 1    | 6 | 0 | 1 | 5 | 2  | 20 | -18 |

| Squadra             | Emirati Arabi Uniti (bandiera) | Bahrein (bandiera) | Yemen (bandiera) | Nepal (bandiera) |
| ------------------- | ------------------------------ | ------------------ | ---------------- | ---------------- |
| Emirati Arabi Uniti |                                | 1 - 1              | 2 - 1            | 4 - 0            |
| Bahrein             | 0 - 2                          |                    | 0 - 0            | 3 - 0            |
| Yemen               | 0 - 3                          | 0 - 2              |                  | 2 - 2            |
| Nepal               | 0 - 4                          | 0 - 5              | 0 - 2            |                  |

### Girone I
| Squadra    | P.ti | G | V | P | S | RF | RS | DR  |
| ---------- | ---- | - | - | - | - | -- | -- | --- |
| Australia  | 18   | 6 | 6 | 0 | 0 | 22 | 0  | +22 |
| Palestina  | 8    | 6 | 2 | 2 | 2 | 6  | 6  | 0   |
| Libano     | 6    | 6 | 1 | 3 | 2 | 5  | 8  | -3  |
| Bangladesh | 1    | 6 | 0 | 1 | 5 | 1  | 20 | -19 |

| Squadra    | Australia (bandiera) | Palestina (bandiera) | Libano (bandiera) | Bangladesh (bandiera) |
| ---------- | -------------------- | -------------------- | ----------------- | --------------------- |
| Australia  |                      | 5 - 0                | 2 - 0             | 7 - 0                 |
| Palestina  | 0 - 1                |                      | 0 - 0             | 5 - 0                 |
| Libano     | 0 - 5                | 0 - 0                |                   | 4 - 0                 |
| Bangladesh | 0 - 2                | 0 - 1                | 1 - 1             |                       |

## Terza fase
Il sorteggio per la composizione dei tre gruppi da sei squadre che disputeranno la terza fase delle qualificazioni AFC, si è tenuto a Kuala Lumpur il 27 giugno 2024. Le prime due di ogni girone si qualificheranno alla fase finale del Campionato del Mondo, la terza e la quarta invece si qualificheranno alla quarta fase.

### Girone A
| Squadra             | P.ti | G  | V | P | S | RF | RS | DR  |
| ------------------- | ---- | -- | - | - | - | -- | -- | --- |
| Iran                | 23   | 10 | 7 | 2 | 1 | 19 | 8  | +11 |
| Uzbekistan          | 21   | 10 | 6 | 3 | 1 | 14 | 7  | +7  |
| Emirati Arabi Uniti | 15   | 10 | 4 | 3 | 3 | 15 | 8  | +7  |
| Qatar               | 13   | 10 | 4 | 1 | 5 | 17 | 24 | -7  |
| Kirghizistan        | 8    | 10 | 2 | 2 | 6 | 12 | 18 | -6  |
| Corea del Nord      | 3    | 10 | 0 | 3 | 7 | 9  | 21 | -12 |

| Squadra             | Iran (bandiera) | Qatar (bandiera) | Uzbekistan (bandiera) | Emirati Arabi Uniti (bandiera) | Kirghizistan (bandiera) | Corea del Nord (bandiera) |
| ------------------- | --------------- | ---------------- | --------------------- | ------------------------------ | ----------------------- | ------------------------- |
| Iran                |                 | 4 - 1            | 2 - 2                 | 2 - 0                          | 1 - 0                   | 3 - 0                     |
| Qatar               | 1 - 0           |                  | 3 - 2                 | 1 - 3                          | 3 - 1                   | 5 - 1                     |
| Uzbekistan          | 0 - 0           | 3 - 0            |                       | 1 - 0                          | 1 - 0                   | 1 - 0                     |
| Emirati Arabi Uniti | 0 - 1           | 5 - 0            | 0 - 0                 |                                | 3 - 0                   | 1 - 1                     |
| Kirghizistan        | 2 - 3           | 3 - 1            | 2 - 3                 | 1 - 1                          |                         | 1 - 0                     |
| Corea del Nord      | 2 - 3           | 2 - 2            | 0 - 1                 | 1 - 2                          | 2 - 2                   |                           |

### Girone B
| Squadra       | P.ti | G  | V | P | S | RF | RS | DR  |
| ------------- | ---- | -- | - | - | - | -- | -- | --- |
| Corea del Sud | 22   | 10 | 6 | 4 | 0 | 20 | 7  | +13 |
| Giordania     | 16   | 10 | 4 | 4 | 2 | 16 | 8  | +8  |
| Iraq          | 15   | 10 | 4 | 3 | 3 | 9  | 9  | 0   |
| Oman          | 11   | 10 | 3 | 2 | 5 | 9  | 14 | -5  |
| Palestina     | 10   | 10 | 2 | 4 | 4 | 10 | 13 | -3  |
| Kuwait        | 5    | 10 | 0 | 5 | 5 | 7  | 20 | -13 |

| Squadra       | Corea del Sud (bandiera) | Iraq (bandiera) | Giordania (bandiera) | Oman (bandiera) | Palestina (bandiera) | Kuwait (bandiera) |
| ------------- | ------------------------ | --------------- | -------------------- | --------------- | -------------------- | ----------------- |
| Corea del Sud |                          | 3 - 2           | 1 - 1                | 1 - 1           | 0 - 0                | 4 - 0             |
| Iraq          | 0 - 2                    |                 | 0 - 0                | 1 - 0           | 1 - 0                | 2 - 2             |
| Giordania     | 0 - 2                    | 0 - 1           |                      | 4 - 0           | 3 - 1                | 1 - 1             |
| Oman          | 1 - 3                    | 0 - 1           | 0 - 3                |                 | 1 - 0                | 4 - 0             |
| Palestina     | 1 - 1                    | 2 - 1           | 1 - 3                | 1 - 1           |                      | 2 - 2             |
| Kuwait        | 1 - 3                    | 0 - 0           | 1 - 1                | 0 - 1           | 0 - 2                |                   |

### Girone C
| Squadra        | P.ti | G  | V | P | S | RF | RS | DR  |
| -------------- | ---- | -- | - | - | - | -- | -- | --- |
| Giappone       | 23   | 10 | 7 | 2 | 1 | 30 | 3  | +27 |
| Australia      | 19   | 10 | 5 | 4 | 1 | 16 | 7  | +9  |
| Arabia Saudita | 13   | 10 | 3 | 4 | 3 | 7  | 8  | -1  |
| Indonesia      | 12   | 10 | 3 | 3 | 4 | 9  | 20 | -11 |
| Cina           | 9    | 10 | 3 | 0 | 7 | 7  | 20 | -13 |
| Bahrein        | 6    | 10 | 1 | 3 | 6 | 5  | 16 | -11 |

| Squadra        | Giappone (bandiera) | Bahrein (bandiera) | Arabia Saudita (bandiera) | Indonesia (bandiera) | Australia (bandiera) | Cina (bandiera) |
| -------------- | ------------------- | ------------------ | ------------------------- | -------------------- | -------------------- | --------------- |
| Giappone       |                     | 2 - 0              | 0 - 0                     | 6 - 0                | 1 - 1                | 7 - 0           |
| Bahrein        | 0 - 5               |                    | 0 - 2                     | 2 - 2                | 2 - 2                | 0 - 1           |
| Arabia Saudita | 0 - 2               | 0 - 0              |                           | 1 - 1                | 1 - 2                | 1 - 0           |
| Indonesia      | 0 - 4               | 1 - 0              | 2 - 0                     |                      | 0 - 0                | 1 - 0           |
| Australia      | 1 - 0               | 0 - 1              | 0 - 0                     | 5 - 1                |                      | 3 - 1           |
| Cina           | 1 - 3               | 1 - 0              | 1 - 2                     | 2 - 1                | 0 - 2                |                 |

## Quarta fase

### Girone A
| Squadra             | P.ti | G | V | P | S | RF | RS | DR |
| ------------------- | ---- | - | - | - | - | -- | -- | -- |
| Qatar               | 0    | 0 | 0 | 0 | 0 | 0  | 0  | 0  |
| Emirati Arabi Uniti | 0    | 0 | 0 | 0 | 0 | 0  | 0  | 0  |
| Oman                | 0    | 0 | 0 | 0 | 0 | 0  | 0  | 0  |

| Squadra             | Qatar (bandiera) | Emirati Arabi Uniti (bandiera) | Oman (bandiera) |
| ------------------- | ---------------- | ------------------------------ | --------------- |
| Qatar               |                  | -                              |                 |
| Emirati Arabi Uniti |                  |                                | -               |
| Oman                | -                |                                |                 |

### Girone B
| Squadra        | P.ti | G | V | P | S | RF | RS | DR |
| -------------- | ---- | - | - | - | - | -- | -- | -- |
| Arabia Saudita | 0    | 0 | 0 | 0 | 0 | 0  | 0  | 0  |
| Iraq           | 0    | 0 | 0 | 0 | 0 | 0  | 0  | 0  |
| Indonesia      | 0    | 0 | 0 | 0 | 0 | 0  | 0  | 0  |

| Squadra        | Arabia Saudita (bandiera) | Iraq (bandiera) | Indonesia (bandiera) |
| -------------- | ------------------------- | --------------- | -------------------- |
| Arabia Saudita |                           | -               |                      |
| Iraq           |                           |                 | -                    |
| Indonesia      | -                         |                 |                      |

## Quinta fase
Le due squadre seconde classificate dei due gruppi della quarta fase si affrontano in una partita di andata e ritorno per determinare quale squadra accederà allo spareggio intercontinentale.
| Squadra 1 | Totale | Squadra 2 | Andata | Ritorno |
| --------- | ------ | --------- | ------ | ------- |
|           | -      |           | -      | -       |

### Andata
| 13 novembre 2025 | non conosciuta | – | non conosciuta |  |

### Ritorno
| 18 novembre 2025 | non conosciuta | – | non conosciuta |  |